# Scopula xanthocephalata
Scopula xanthocephalata är en fjärilsart som beskrevs av Achille Guenée 1858. Scopula xanthocephalata ingår i släktet Scopula och familjen mätare. Inga underarter finns listade.